# Збаражский, Василий Васильевич
Василий Васильевич Збаражский (ум. 1473) — князь Збаражский, политический и военный деятель Великого княжества Литовского, наместник брацлавский.

## Биография
Происходил из знатного и богатого княжеского рода Збаражских. Старший сын князя Василия Фёдоровича Збаражского (ум. 1463). После смерти своего отца Василий Васильевич унаследовал часть отцовских владений. Имел брата Солтана.
Стремился расширить свои княжеские владения и вёл борьбу против набегов крымских татар.
В 1473 году князь Василий Васильевич Збаражский скончался, его владения разделили между собой три сына: Семён получил Збараж, Михаил — Вишневец, а Фёдор — Порыцк.